# Ciclo Scuderi

Animação do Motor de Ciclo Dividido Scuderi, mostrando seu funcionamento.

O ciclo de Scuderi, que também pode ser chamado de motor de Scuderi, é um modelo de motor de combustão interna de ciclo dividido. O motor do ciclo de Scuderi foi desenvolvido por Carmelo J. Scuderi (13 de abril de 1925 - 16 de outubro de 2002). Scuderi Group, uma empresa de engenharia e licenciamento com sede em West Springfield, Massachusetts e fundada pelos filhos de Carmelo Scuderi, que realizou testes em um protótipo de trabalho do motor que foi oficialmente divulgado ao público em 20 de abril de 2009. O motor Scuderi está em desenvolvimento pelo Southwest Research Institute em San Antonio, Texas. O grupo Scuderi lançou imagens de vídeo de um protótipo natural de um litro de um motor Scuderi que dispara sozinho no laboratório em outubro de 2009.

## Designer
O motor Scuderi têm cilindros emparelhados, cada um dos quais executa duas das tarefas (traços) de um motor convencional. O cilindro de compressão executa a ingestão e a compressão. O cilindro de potência executa combustão e escape. O ar comprimido é transferido do cilindro de compressão para o cilindro de potência através de uma passagem de cruzamento. O combustível é então injetado e disparado para produzir o golpe de energia. O cilindro de potência dispara logo após o pistão ter começado seu movimento descendente ("após o ponto morto superior", ou ATDC). O grupo Scuderi diz que a ATDC elimina uma deficiência de eficiência térmica observada em modelos anteriores de motores de ciclo dividido. O ATDC de queima em um arranjo de ciclo dividido é reivindicado para eliminar as perdas resultantes da recompressão do gás.  Em um motor de ciclo Otto convencional, cada cilindro executa todos os quatro cursos por ciclo. Isto significa que são necessárias duas revoluções da cambota para cada golpe de força. Os pistões disparam todas as outras revoluções, enquanto o motor Scuderi dispara toda revolução. A convenção de design de ciclo Otto exige combustão antes do ponto morto superior (BTDC) para permitir a construção de uma pressão de combustão.

## Benefícios
De acordo com o Grupo Scuderi, os testes indicam que o motor Scuderi mostra ganhos de eficiência e reduziu as emissões tóxicas ao longo dos projetos convencionais de ciclo Otto de quatro tempos . A empresa também diz que o motor Scuderi pode ser usado como parte de um sistema híbrido a ar, permitindo que a energia de travagem recuperada seja armazenada como ar comprimido.  Testes de laboratório do protótipo correspondem a previsões anteriores geradas por modelos de computador.

## Desvantagens
Como pode ser visto, este motor requer uma válvula extra por par de cilindros em comparação com o motor de Otto, mas somente quando em configuração híbrida de ar. Na configuração padrão conforme ao esquema acima, poderia usar, de fato, uma válvula a menos por cilindro do que o motor Otto. Ele também tem a mesma densidade de potência (traços de potência por cilindro por revolução), mesmo que o cilindro de potência dispare em cada rotação, devido ao cilindro de compressão extra. Embora sua eficiência de combustível e outras vantagens possam tornar este um design moderno e útil, a complexidade extra historicamente teria favorecido o design de Otto, quando a usinagem de precisão era mais dispendiosa do que a economia de combustível durante a vida útil do motor.

## Ações e investigação pela SEC
Em 5 de março de 2015, a Hino Motors Ltd, subsidiária da Toyota, apresentou ação contra o Grupo Scuderi no Tribunal Distrital dos Estados Unidos para o Distrito de Massachusetts por violação de contrato e outras violações. Hino acusou o Grupo Scuderi de operar um esquema de Ponzi ao se recusar a reembolsar o investimento de US $ 150.000 da Hino e prometendo reembolsá-lo eventualmente com o dinheiro que eles planejam receber de outros investidores.  Em 13 de março de 2015, o juiz federal Mark Mastroianni permitiu que a Hino Motors mantivesse um acordo que eles têm em uma conta bancária do grupo Scuderi de $ 68.000. A Comissão de Valores Mobiliários também investigou o Grupo Scuderi por pagamentos de vários milhões de dólares aos membros da família, e um investidor separado também apresentou processo federal contra o Grupo Scuderi.

## Patentes
A partir de agosto de 2011, o Grupo Scuderi disse que seu portfólio de patentes inclui mais de 476 pedidos de patentes em todo o mundo, dos quais mais de 154 emitiram como patentes em mais de 50 países.

## Parceiros
O Grupo Scuderi fez parceria com várias empresas de engenharia automotiva para auxiliar na engenharia dos componentes complementares do motor Scuderi. A empresa alemã de suprimentos automotivos, Mahle GmbH, está trabalhando nos pistões, o desenvolvedor sueco do motor Cargine Engineering AB está ajudando com as válvulas ativadas a ar, a Gates Corporation, com sede em Denver, está trabalhando na engenharia dos cintos e a Schaeffler Group, com sede na Alemanha, está contribuindo para a montagem do trem da válvula. A divisão de engenharia da Robert Bosch GmbH da Alemanha está trabalhando no mecanismo de cronometragem do motor.

## Acordos
Vários fabricantes, incluindo a Honda , Daimler AG , Fiat e PSA Peugeot Citroën , assinaram acordos de não divulgação com o Grupo Scuderi. Um cientista da Daimler AG familiarizado com o assunto disse ao The Wall Street Journal que o design tem potencial.

## Travagem Regenerativa
A travagem regenerativa é conseguida conectando um reservatório de ar à passagem do cruzamento. Durante a travagem, a energia é armazenada na forma de ar comprimido para uso posterior.

## Desempenho
O melhor consumo de combustível específico do freio previsto (BSFC) quando o turboalimentado é de 233 g/kWh às 1400 rpm e, na mesma configuração, o motor possui uma potência específica de 75 kW/litro a 4000 rpm. Na forma naturalmente aspirada, o BSFC é de 269 g/kWh e a saída específica é de 30 kW/litro.